# 配合物
配位化合物（英語：coordination complex）又称配位络合物，简称配合物、络合物、复合物、络盐，是由一个中心原子或离子加上周围配置的几个结合分子或离子所组成的化合物；前者（中心）称为配位中心（英語：coordination center），通常是金属；后者（周围）则称为配体（英語：ligand）或络合剂（英語：complexing agent）。配位中心与配体以配位键相结合而形成的复杂分子或离子构成一个单元，称为「配位单元」；而任何含有配位单元的化合物，都称为配位化合物。研究配合物的化学分支称为配位化学。
许多含金属的化合物，特别是含有过渡金属（属于元素周期表d区的元素，例如钛）的化合物，都是配位化合物。配合物是化合物中较大的一个子类别，广泛应用于日常生活、工业生产及生命科学中，近些年来的发展尤其迅速。它不仅与无机化合物、有机金属化合物相關聯，并且与现今化学前沿的原子簇化学、配位催化及分子生物学都有很大的重叠。

## 概述
反應物受到活化能達到低限能時產生的物質稱為錯合體，讨论经典配位化合物时，常会提到以下的术语：
- 配位键、配位共价键：配位化合物中存在的化学键，由一个原子提供成键的两个电子，成为电子给予体，另一个成键原子则成为电子接受体。参见酸碱反应和路易斯酸碱理论。
- 配位单元：化合物含有配位键的一部分，可以是分子或离子。
- 配离子：含有配位键的离子，可以是阳离子或阴离子。
- 内界、外界：内界指配位单元，外界与内界相对。
- 配体、配位体、配位基：提供电子对的分子或离子。
- 配位原子：配体中，提供电子对的原子。
- 中心原子、金属原子：一般指接受电子对的原子。
- 配位数：中心原子周围的配位原子个数。
- 螯合物：含有螯合配体的配合物。

此外，含有多个中心原子的配合物称为多核配合物，连接两个中心原子的配体称为桥联配体，以羟基桥联的称为羟联，以氧基桥联的称为氧联。

## 历史
人们很早就开始接触配位化合物，当时大多用作日常生活用途，原料也基本上是由天然取得的，比如杀菌剂胆矾和用作染料的普鲁士蓝。最早对配合物的研究开始于1798年。法国化学家塔萨厄尔首次用二价钴盐、氯化铵与氨水制备出CoCl3.6NH3，并发现铬、镍、铜、铂等金属以及Cl−、H2O、CN−、CO和C2H4也都可以生成类似的化合物。当时并无法解释这些化合物的成键及性质，所进行的大部分实验也只局限于配合物颜色差异的观察、水溶液可被银离子沉淀的摩尔数以及电导的测定。对于这些配合物中的成键情况，当时比较盛行的说法借用了有机化学的思想，认为这类分子为链状，只有末端的卤离子可以离解出来，而被银离子沉淀。然而这种说法很牵强，不能说明的事实很多。
1893年，瑞士化学家维尔纳总结了前人的理论，首次提出了现代的配位键、配位数和配位化合物结构等一系列基本概念，成功解释了很多配合物的电导性质、异构现象及磁性。自此，配位化学才有了本质上的发展。维尔纳也被称为“配位化学之父”，并因此获得了1913年的诺贝尔化学奖。
1923年，英国化学家西季威克提出“有效原子序数”法则（EAN），提示了中心原子的电子数与它的配位数之间的关系。很多配合物，尤其是羰基配合物，都是符合该法则的，但也有很多不符合的例子。虽然这个法则只是部分反映了配合物形成的实质，但其思想却也推动了配位化学的发展。
现代的配位化学不再拘泥于电子对的施受关系，而是很大程度上借助于分子轨道理论的发展，开始研究新类型配合物如夹心配合物和簇合物。其中一个典型的例子便是蔡氏盐—K[Pt(C2H4)Cl3]。虽然该化合物早在1827年便已经制得，但直到1950年才研究清楚其中的反馈π键性质。

## 分类
配位化合物可分成傳統配位化合物及有機金屬化合物。
- 傳統配位化合物由一個以上的配离子（也叫离子复合物）形成，配位键中的电子“几乎”全部由配体提供。典型的配体包括H2O、NH3、Cl−、CN−和en。

例子：[Co(EDTA)]−、[Co(NH3)6]Cl3、[K3Fe(C2O4)3]和[Cr(H2O)6]Cl3。
- 有機金屬化合物指含有金屬-碳化学鍵的化合物，配体为有机基团（如烯烃、炔烃、烷基、芳香环）或性质类似的化学品，如膦、氢负离子、一氧化碳。

例子：((C5H5)Fe(CO)2)2、Fe(CO)5、Cp2TiMe2。
与配位化学有交盖的化学分支如：
- 生物无机化学——其中的配合物配体存在于自然界中，常为氨基酸侧链和辅酶，如卟啉。例子包括血红素。
- 原子簇化学——用金属原子作配体，如Ru3(CO)12。

## 结构

### 构型
配位化合物的构型由配位数所决定，也就是化合物中心原子周围的配位原子个数。配位数与金属离子和配体的半径、电荷数和电子构型有关，一般在2-9之间，镧系元素和锕系元素的配合物中常会出现10以上的配位数。
把围绕中心原子的配位原子看作点，以线连接各点，就得到配位多面体。配位数与配合物构型的关系列在下表：
| 配位数 | 构型                              | 图形 | 3D | 实例                                                 |
| ------ | --------------------------------- | ---- | -- | ---------------------------------------------------- |
| 2      | 直线型 D∞h                        |      |    | HgCl2、Ag(NH3)2+、[Au(CN)2]−                         |
| 3      | 平面三角形 {\displaystyle D_{3h}} |      |    | HgI3−、Pt(PPh3)3、Fe[N(Si(CH3)3)2]3                  |
| 4      | 四面体 {\displaystyle T_{d}}      |      |    | Ni(CO)4、MnO4−、SnCl4                                |
| 4      | 平面正方形 {\displaystyle D_{4h}} |      |    | PtCl42−、Ni(CN)42−                                   |
| 5      | 三角双锥 {\displaystyle D_{3h}}   |      |    | Fe(CO)5、CdCl53−                                     |
| 5      | 四方锥 {\displaystyle C_{4v}}     |      |    | [InCl5]2−、SbF52−                                    |
| 6      | 八面体                            |      |    | [Ti(H2O)6]3+、[Co(en)3]3+、[Cu(NH3)6]2+、[Fe(CN)6]3- |
| 7      | 五角双锥 {\displaystyle D_{5h}}   |      |    | [ZrF7]2−、[UO2F5]3−                                  |

五配位中，常常涉及到三角双锥和四方锥两种构型的互变，因此，很大一部分五配位化合物的结构是介于这两个结构之间的一种中间结构。六配位的化合物除极其常见的八面体外，也有可能是三角棱柱结构，例如单核配合物[Re(S2C2Ph2)3]即属于这一类。七配位中，配合物还可能是单帽八面体或单帽三角棱柱体结构。
更高配位数的化合物中，八配位的可以是四方反棱柱体、十二面体、立方体、双帽三角棱柱体或六角双锥结构；九配位的可以是三帽三角棱柱体或单帽四方反棱柱体结构；十配位的可以是双帽四方反棱柱体或双帽十二面体结构；十一配位的化合物很少，可能是单帽五角棱柱体或单帽五角反棱柱体；十二配位的如[Ce(NO3)6]3−，为理想的二十面体；十四配位的为双帽六角反棱柱体。再高的配位数非常罕见，如最近研究的PbHe152+，该离子中铅的配位数至少为15。
以上只是配合物构型的理想情况。实际中的配合物结构常会发生畸变，原因可能是位阻效应、电子效应（参见姜-泰勒效应）或配体种类的缘故等。

### 异构现象
异构现象是配合物具有的重要性质之一。它不仅影响配合物的物理和化学性质，而且与其稳定性、反应性和生物活性也有密切关系。重要的配合物异构现象包括立体异构和结构异构。

#### 立体异构
立体异构是化学式和原子排列次序都相同，仅原子在空间排列不同的异构现象。立体异构主要分为几何异构和光学异构。
几何异构
几何异构是组成相同的配合物的不同配体在空间几何排列不同而致的异构现象，主要出现在配位数为4的平面正方形和配位数为6的八面体结构中，以顺式-反式异构体与面式-经式异构体的形式存在。
从空间关系上考虑，顺式（cis-）是指相同的配体处于邻位，反式（trans-）是指相同的配体处于对位。八面体[MA3B3]的两种异构体中，面式（fac-）或顺-顺式指3个A和3个B各占八面体的三角面的顶点，经式（mer-）或顺-反式是指3个A和3个B在八面体外接球的子午线上并列。见下图：

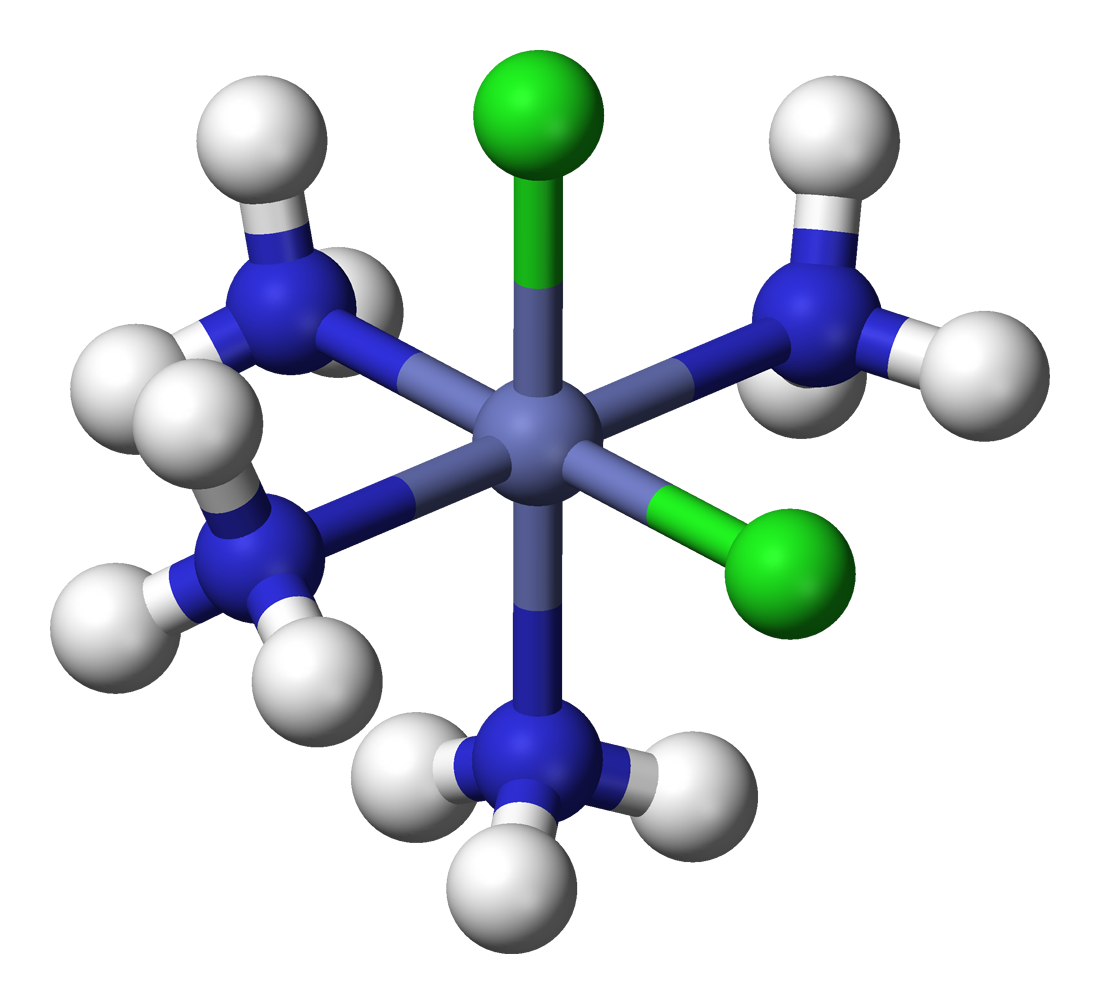
cis-[CoCl2(NH3)4]+
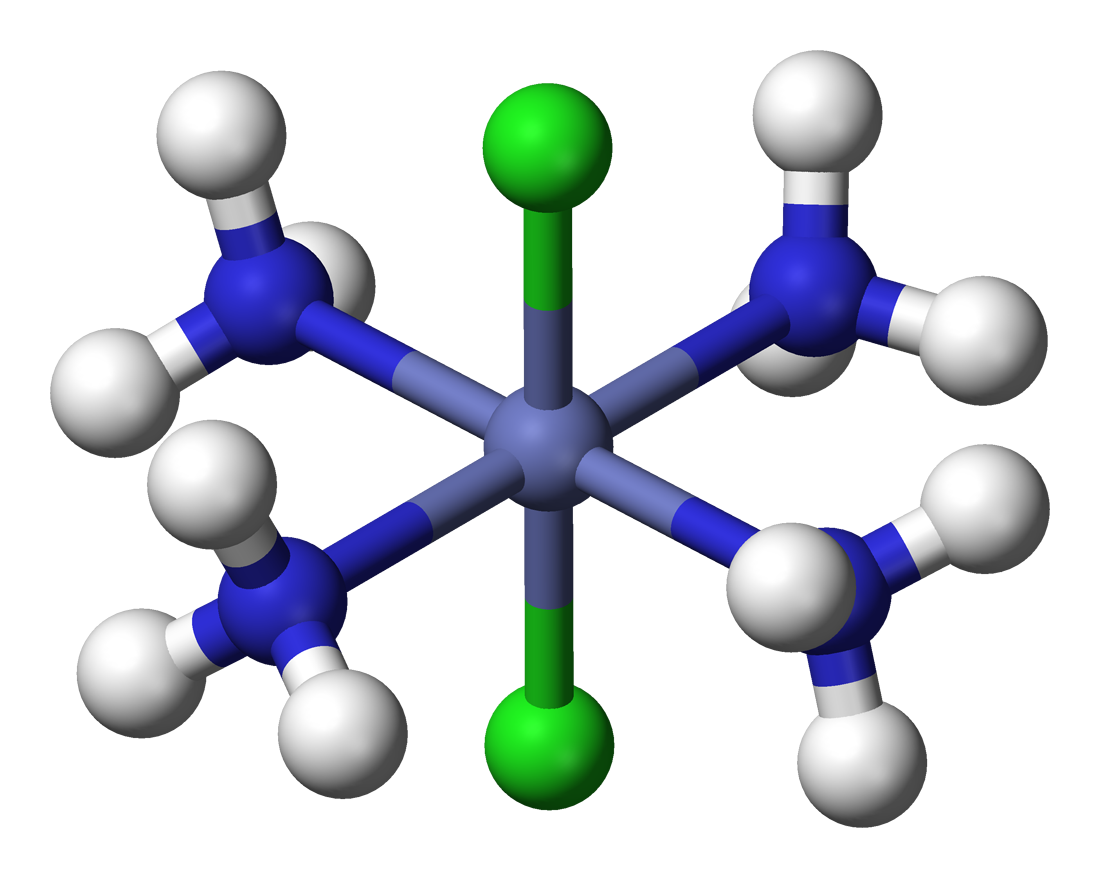
trans-[CoCl2(NH3)4]+
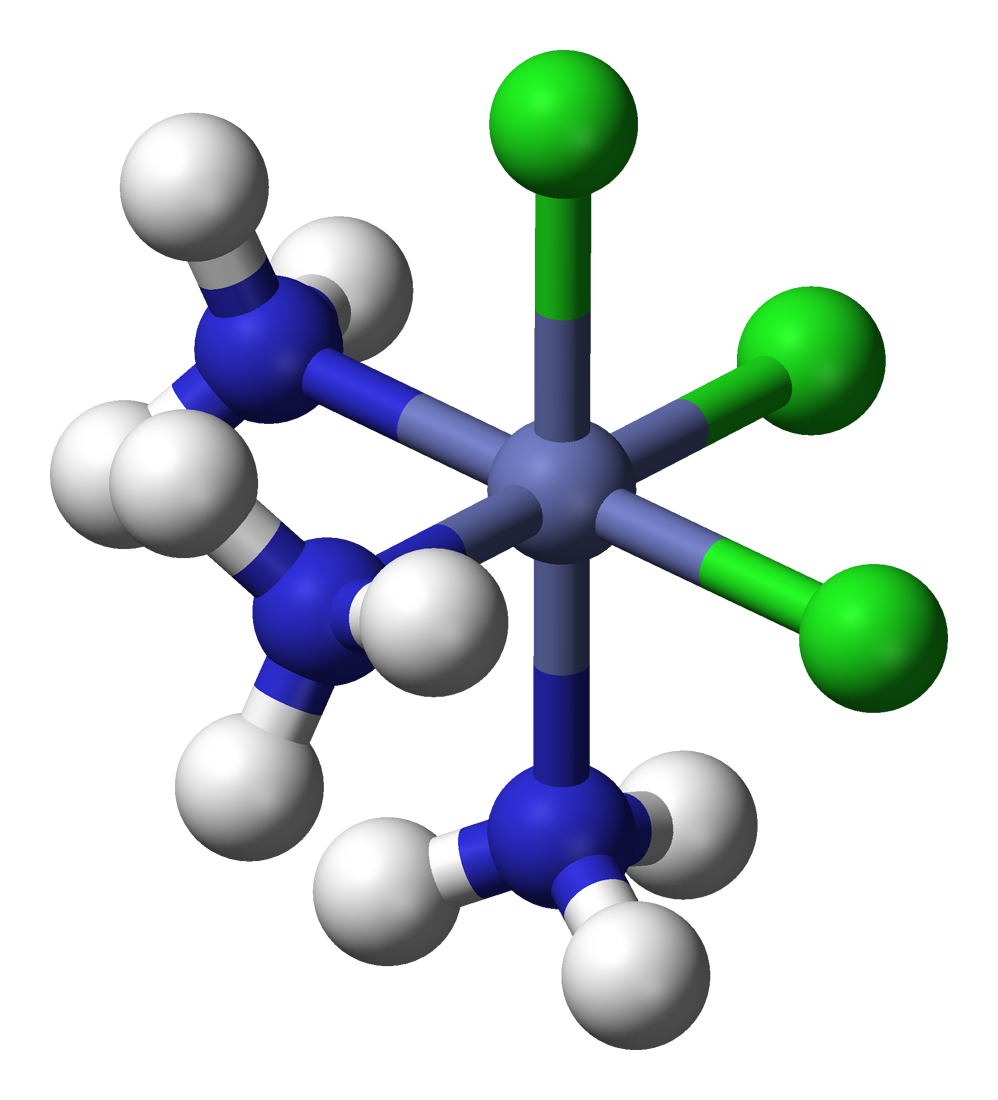
fac-[CoCl3(NH3)3]
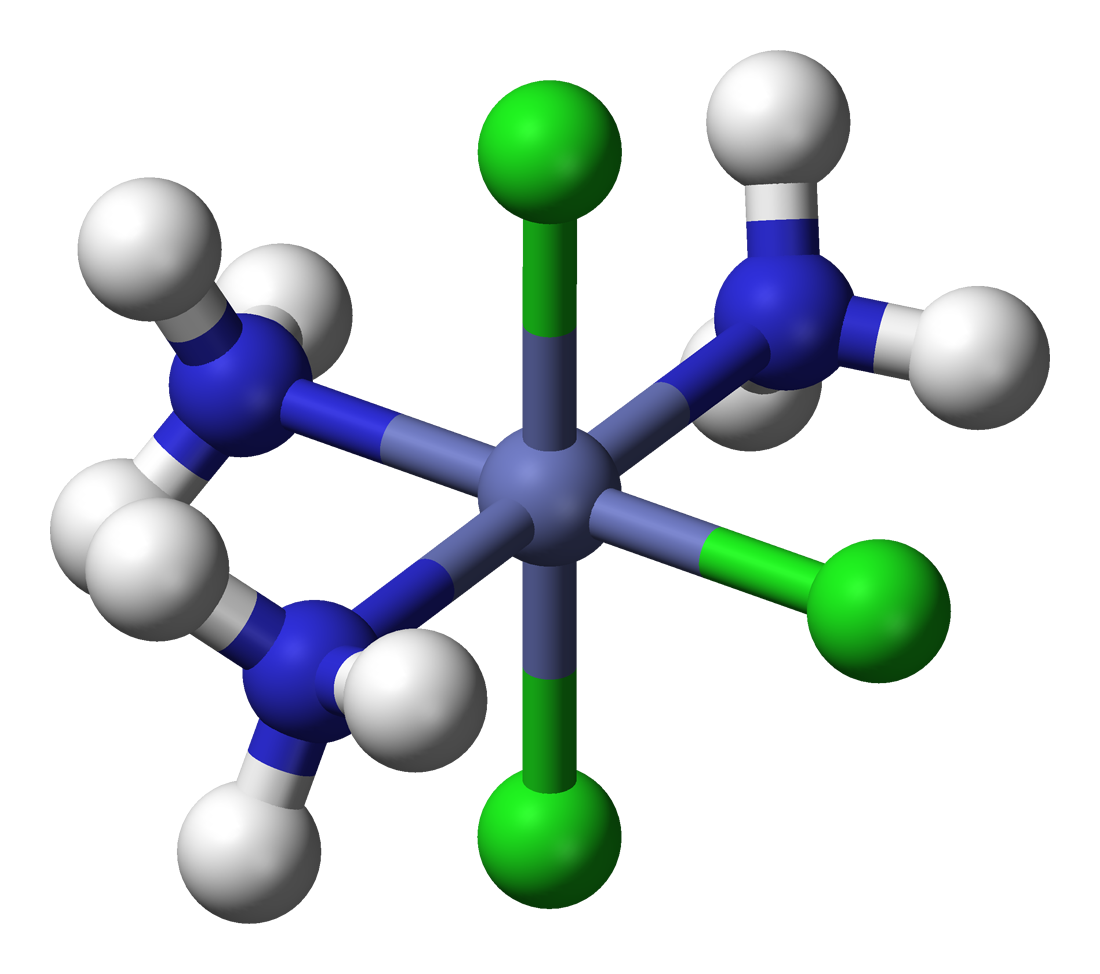
mer-[CoCl3(NH3)3]

不对称双齿配体的平面正方形配合物[M(AB)2]也有可能有几何异构现象，结构类似于上面的顺铂，见下图：
|  |  |

多核配合物也有几何异构现象。例如，Pt(II)的双核配合物[Pt2(PPr3)2(SEt)2Cl2]的顺反异构体都已制得，且室温下其苯溶液都是稳定的。但反式在热的或冷的苯溶液中加入痕量三丙基膦作催化剂就能完全转变为顺式。
光学异构
光学异构是立体异构的另一种形式，两种光学异构体会使平面偏振光发生等量但不同方向的偏转，因此又称旋光异构或对映异构。大多数配合物在溶液中都会逐渐失去旋光性，这一过程称为消旋作用。根据具体情况的不同，消旋机理可能是分子间或分子内的。
最简单的配合物光学异构体为四面体型，中心原子与四个不同的基团相连，分子不能与镜像重合。例如[BeII(C6H5COCHCOCH3)2]。而对于八面体构型的配合物而言，光学异构主要发生在以下几种情况下：
1. [M(AA)3]型，如三-(草酸根)合铬(III)、[Co{(OH)2Co(NH3)4}3]Cl6 (第一个制得的具有旋光性且不含碳的化合物—Hexol)。
2. [M(AA)2X2]型，如[Rh(en)2Cl2]+。
3. [M(AB)3]型，如[Co(gly)3]。
4. [M(AA)B2X2]型，如[Co(en)(NH3)2Cl2]+。
5. 涉及多齿配体，如[Co(edta)]−。

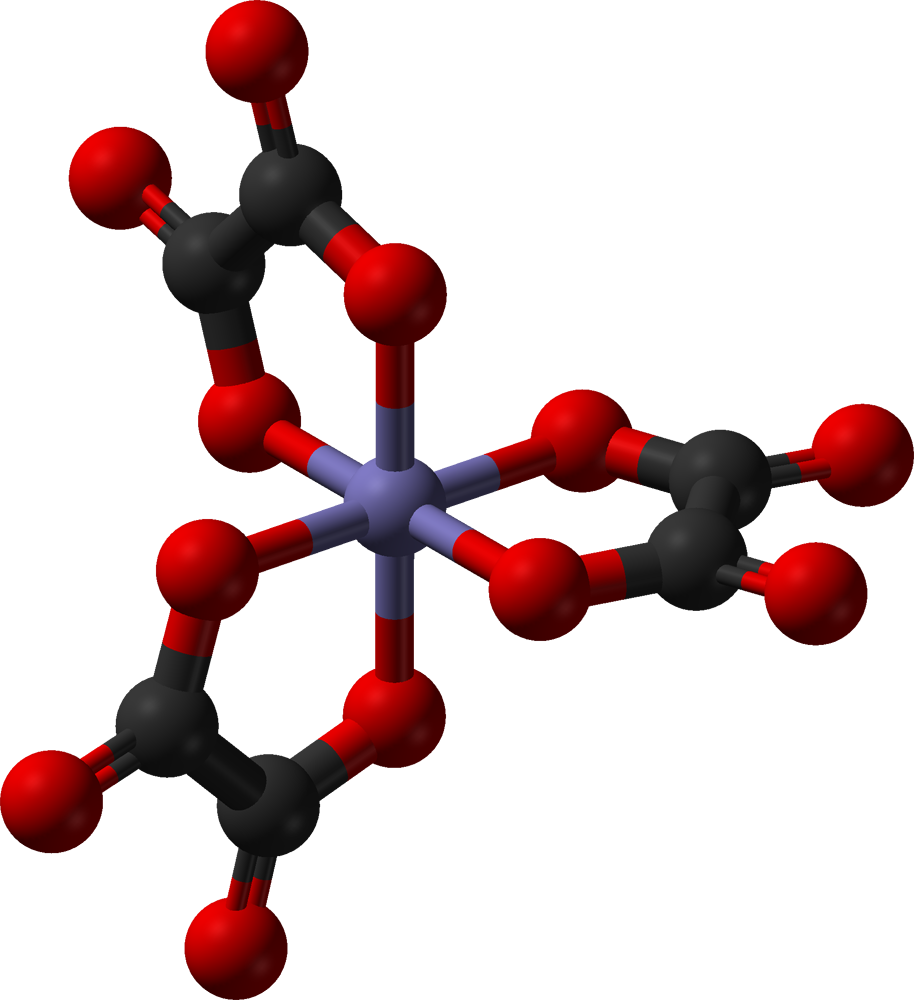
Λ-[Fe(ox)3]3−
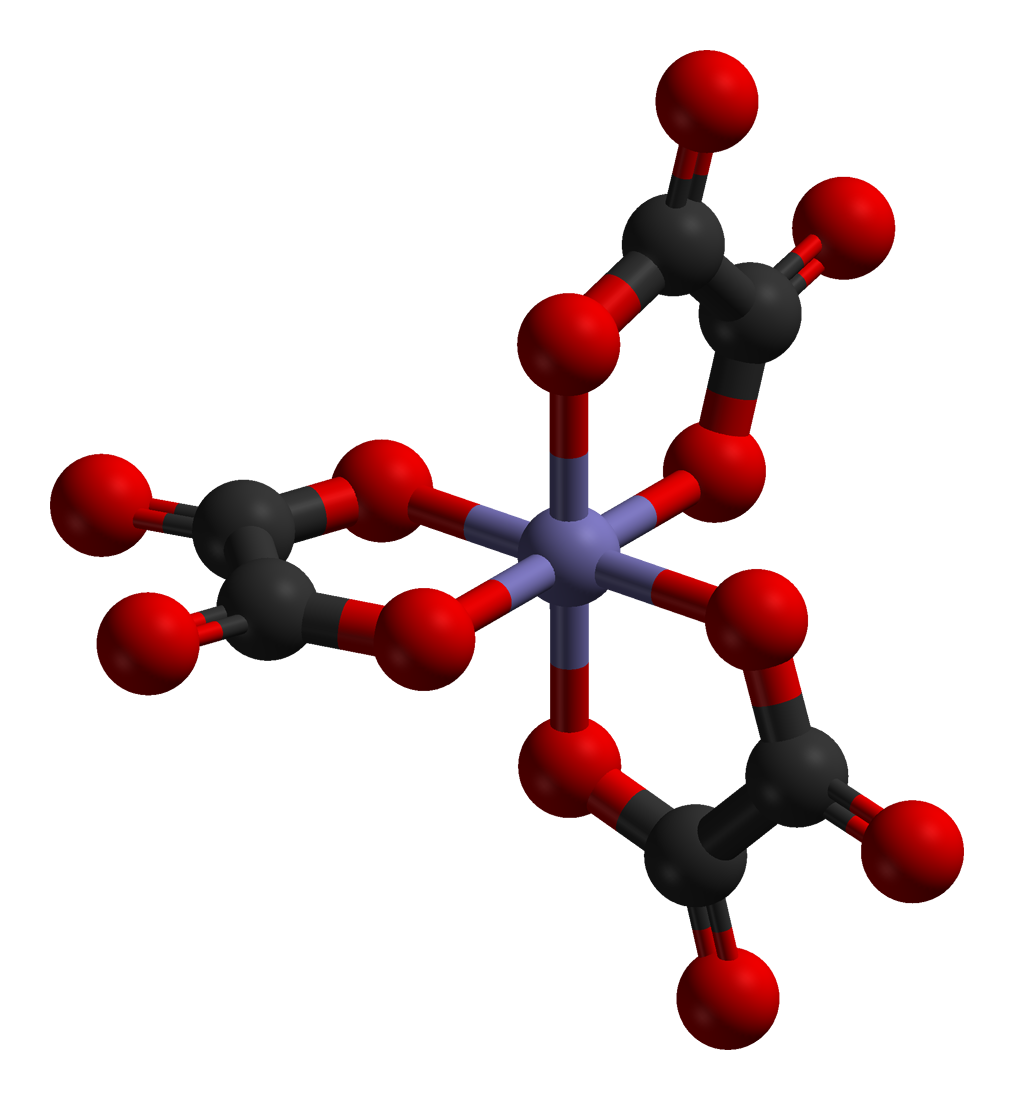
Δ-[Fe(ox)3]3−
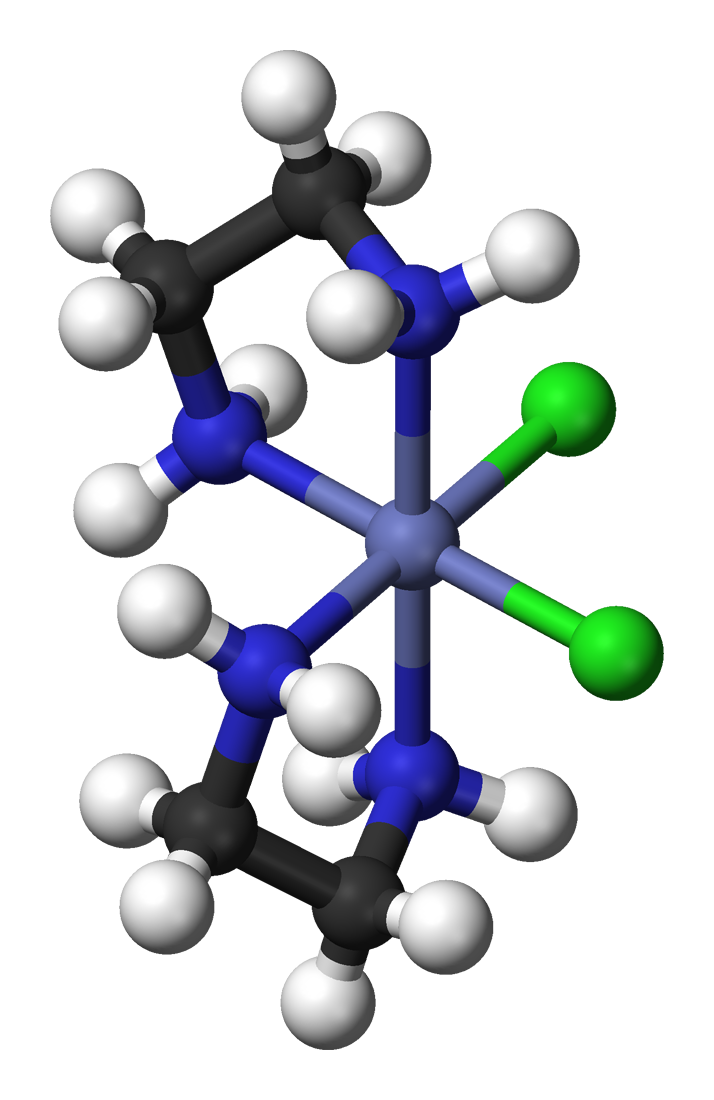
Λ-cis-[CoCl2(en)2]+
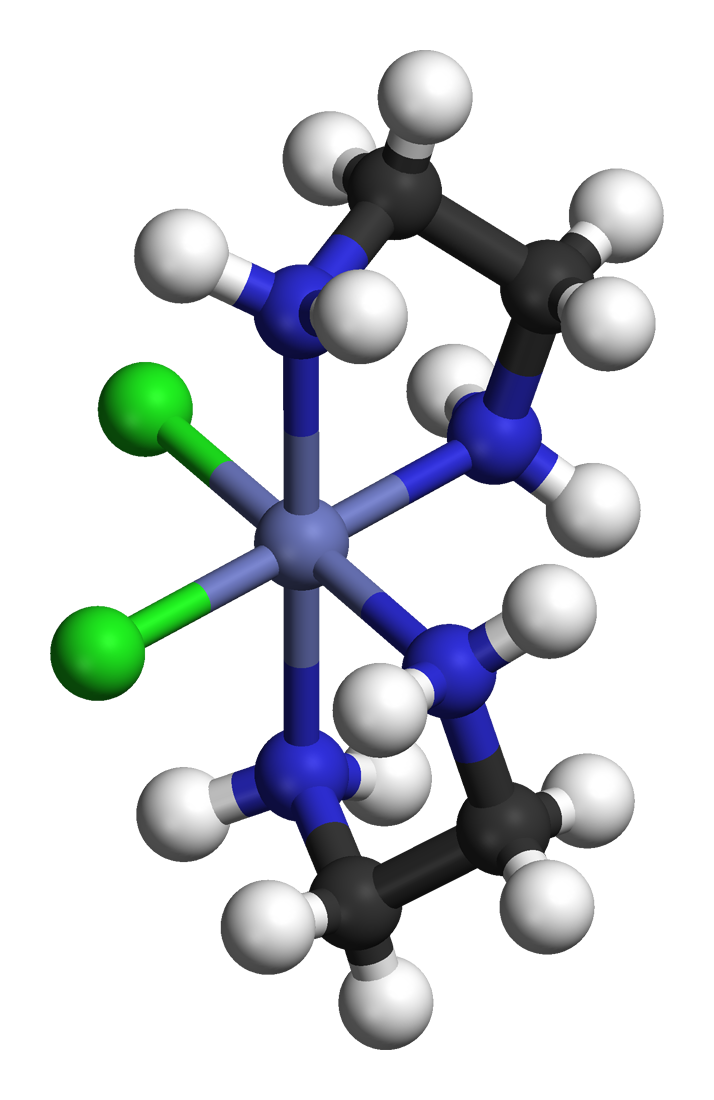
Δ-cis-[CoCl2(en)2]+

#### 结构异构
结构异构是化学式相同，但原子排列次序不同的异构体，主要可分为以下几类：

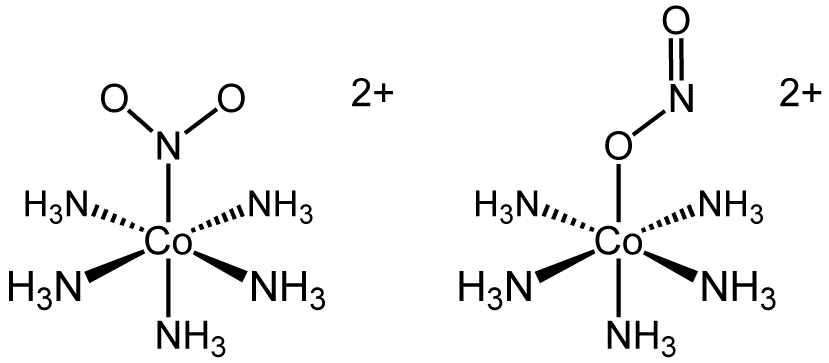
[Co(NH_{3})_{5}(NO_{2})]^{2+}的两种键合异构体。

- 键合异构：配体通过不同的配位原子与中心原子配位。配体称作两可配体，此类配体含有两个以上含孤对电子的原子，可分别与中心原子配位。常见的两可配体有：NO2−、SCN−和CN−。

- 构型异构：配合物可以采取一种以上的构型。比如[NiCl2(Ph2PCH2Ph)2]可分别呈四面体和平面四边形构型。常见的构型异构有五配位化合物三角双锥和四方锥构型之间的异构，以及八配位化合物十二面体和四方反棱柱体构型之间的异构。

- 配位体异构：互为同分异构体的配体所形成的类似配合物，如1,3-二氨基丙烷与1,2-二氨基丙烷分别形成的钴配合物[Co(H2N-CH2-CH2-CH2-NH2)Cl2]、[Co(H2N-CH2-CH(-NH2)-CH3)Cl2]。

- 离子异构：配合物有相同分子式但不同的配位阴离子，因此水溶液中产生的离子不同，如[Co(NH3)5SO4]Br和[Co(NH3)5Br]SO4。

- 溶剂合异构：配合物中水所处的位置不同，有内界与外界的差异，例如[Co(H2O)6]Cl3和[Cr(H2O)5Cl]Cl·H2O。

- 配位异构：阳离子和阴离子都是配离子，且配体可以互相交换成分。例子有：[Co(NH3)6][Cr(CN)6]和[Cr(NH3)6][Co(CN)6]、[Cr(NH3)6][Cr(SCN)6]和[Cr(SCN)2(NH3)4][Cr(SCN)4(NH3)2]，以及[PtII(NH3)4][PtIVCl6]和PtIV(NH3)4Cl2][PtIICl4]。
  - 聚合异构：是配位异构的一种，用以表示配合物相对分子质量上的倍数关系，与聚合反应中的“聚合”并不类同。例如，[Co(NH3)6][Co(NO2)6]可看作[Co(NH3)3(NO2)3]的二聚体。

## 理论
配位化合物的化学键理论，主要研究中心原子与配体之间结合力的本性，用以说明配合物的物理及化学性质，如磁性、稳定性、反应性、配位数与几何构型等。配合物的理论起始于静电理论。而后西季威克与鲍林提出配位共价模型，也就是应用配合物中的价键理论，统治了这一领域二十余年，可以较好地解释配位数、几何构型、磁性等一些性质，但对配合物的颜色和光谱却无能为力。
价键理论认为，配体提供的孤对电子进入了中心离子的空原子轨道，使得配体与中心离子共享这两个电子。配位键的形成经历了三个过程：(激发)、杂化和成键，其中杂化也称轨道杂化，是能量相近的原子轨道线性组合成为等数量且能量简并杂化轨道的过程。由此还可衍生出外轨/内轨型配合物的概念，从而通过判断配合物的电子构型及杂化类型，就可以得出配合物的磁性、氧化还原反应性质以及几何构型。对于很多经典配合物来说，价键理论得出的结果还是比较贴近事实的。
除了价键理论之外，而后发展的晶体场理论与配位场理论也是比较重要的配合物理论。
晶体场理论将配体看作点电荷，并将配位键当作离子键处理，可看作是静电理论的延伸。并且，它以不同几何构型中，配体对不同空间取向的d轨道的作用作为切入点，得出不同取向d轨道会发生能级分裂，并建立起分裂能及晶体场稳定化能的概念，以推测配合物的电子组态及稳定性。晶体场理论可以很好地解释配合物的颜色、热力学性质和配合物畸变等现象，但不能合理解释配体的光谱化学序列，也不能很好地应用于特殊高/低价配合物、夹心配合物、羰基配合物和烯烃配合物。
配位场理论结合了分子轨道理论与晶体场理论。它在理论上更加严谨，然而定量计算则很困难，计算过程中不得不引进近似处理，因而也只能得到近似的结果。

## 反应

### 配体交换反应
配位化合物中的配体可被其它配体所取代，称为配体交换反应，一般反应机理为亲核取代反应。以八面体配合物为例，此类反应的通式为：
{\displaystyle \mathbf {L_{5}M-X{+}Y\rightarrow L_{5}M-Y{+}X} }
式中X为被取代的配体，通常称做离去基团；Y为取代集团，通常称为进入基团。这类配体交换反应的速率相差很大，有些反应在10−10秒内就可完成，而有的反应则需要数月。对于活性的差异有一个人为的规定，认为在浓度约为0.1M，温度25 °C时，半衰期{\displaystyle t_{\frac {1}{2}}}大于一分钟的配合物属于所谓“惰性”配合物，反之则称为活性配合物。
价键理论和配位场理论都对这类反应的速率差异做了解释，一般存在以下的规律：
1. 中心金属离子电荷的增加，会使反应速率降低；
2. 中心离子为{\displaystyle d_{0}}、{\displaystyle d_{1}}、{\displaystyle d_{2}}、{\displaystyle d_{9}}、{\displaystyle d_{10}}构型，高自旋{\displaystyle d_{5}}、{\displaystyle d_{6}}、{\displaystyle d_{7}}构型和高自旋{\displaystyle d_{4}}构型的配合物，对于配体交换反应都是活性的；
3. 中心离子为{\displaystyle d_{3}}、{\displaystyle d_{8}}构型，或低自旋的{\displaystyle d_{4}}、{\displaystyle d_{5}}、{\displaystyle d_{6}}构型时，对于配体交换反应是惰性的。

此外，反应速率还与溶剂、配体的种类和排列有很大关系。
配位反应可視同路易斯酸碱理论中的酸碱反应：金屬離子為酸提供空轨道，配体提供電子對為碱，過渡金屬與配体的反應常伴隨著顏色的變化。例如，將HCl加入[Cu(NH3)4]2+依序產生[Cu(H2O)4]2+(淡藍色)、[CuCl(H2O)3]+、[CuCl2(H2O)2]、[CuCl3(H2O)]−、[CuCl4]2−、[Cu(NH3)4]2+(深藍色)；再如，將過量的氨水加入[Cu(H2O)4]2+顏色立即由淡藍色轉變成深藍色：
{\displaystyle {\rm {[Cu(H_{2}O)_{4}]^{2+}\,}}} (淡藍) {\displaystyle {\rm {+4NH_{3}\rightarrow [Cu(NH_{3})_{4}]^{2+}\,}}} (深藍) {\displaystyle {\rm {+4H_{2}O\,}}}

### 氧化还原反应
配位化合物的氧化还原反应包含两种类型，一种是中心原子与配体之间的氧化还原反应，另一种则是两个配合物之间的氧化还原反应。后者又可分为两类：
- 电子转移机理、外层反应机理：两个反应物的第一配位层都保持不变。反应速率主要与反应物的结构与电子自旋态有关，含有π共轭体系配体，如联吡啶、CN−的配合物反应速率往往较快。此外，桥联配体也可传递电子，但一般不如直接的电子转移反应有效。

- 桥式机理、内层反应机理：两个金属原子同时连接在一个桥联配体上，组成过渡态。

反应是以外层机理进行，还是以内层机理进行，与配合物的结构有关。对配体交换反应呈惰性、没有桥联配体或电子转移活化能很低的配合物，它们的机理以外层机理为主。对配体交换反应活性的配合物主要发生桥式机理，桥式机理所需克服的能垒较外层反应机理低很多，因为桥联配体传递电子降低了电子穿透配体外层和水化层的能量。
氧化还原反应中还有两类反应较特殊：
双电子转移反应：反应中氧化态的改变为±2，机理为桥式机理的可能性较大。
非互补反应：氧化剂与还原剂的价态改变不相等，一般反应机理分几步进行。
亨利·陶布为配合物的氧化还原反应研究做了很多贡献，也因此获得了1983年的诺贝尔化学奖。

## 應用
配位化合物的应用包括：
分析化学中，配合物可用于：

乙二胺四乙酸与金属离子生成的螯合物。

- 離子的分離：通过生成配合物来改变物质的溶解度，从而与其它离子分离。例如以氨水與AgCl、Hg2Cl2和PbCl2反應来分离第一族陽離子：

{\displaystyle {\rm {AgCl+2NH_{3}\rightarrow Ag(NH_{3})_{2}^{+}+Cl^{-}\,}}}
以及利用氨配合物的生成使Zn2+进入溶液：
{\displaystyle {\rm {Zn^{2+}+4NH_{3}\rightarrow [Zn(NH_{3})_{4}]^{2+}\,}}}
- 金屬離子的滴定：例如，定量测定溶液中Fe3+的含量时，指示剂为深红色的[Fe(phen)3]2+。
- 掩蔽干扰例子：用生成配合物来消除分析实验中会对结果造成干扰的因素。比色法测定Co2+时会受到Fe3+的干扰，可加入F−与Fe3+生成无色的稳定配离子[FeF6]3−，以掩蔽Fe3+：

{\displaystyle {\rm {Fe^{3+}+6F^{-}\rightarrow [FeF_{6}]^{3-}\,}}}
工业生产中：
- 配位催化：催化反应的机理常会涉及到配位化合物中间体，比如合成氨工业中用醋酸二氨合铜除去一氧化碳，有机金属催化剂催化烯烃的聚合反应或寡合催化反應，以及不對稱催化於藥物的製備。
- 制镜：以银氨溶液为原料，利用银镜反应，在玻璃后面镀上一层光亮的银涂层[9]。
- 提取金属：例如氰化法提金的步骤中，由于生成了稳定的配离子[Au(CN)2]−，使得不活泼的金进入溶液中：

{\displaystyle {\rm {4Au+8NaCN+2H_{2}O+O_{2}\rightarrow 4Na[Au(CN)_{2}]+4NaOH\,}}}
也可利用很多羰基配合物的热分解来提纯金属，例如蒙德法中，镍的纯化利用了四羰基镍生成与分解的可逆反应：
{\displaystyle {\rm {Ni(CO)_{4}\rightarrow Ni+4CO\,}}}
- 材料先驱物：氧化鋁微粒及砷化鎵(GaAs)薄膜等的合成。
- 硬水软化

生物学中，很多生物分子都是配合物，并且含铁的血红蛋白与氧气和一氧化碳的结合，很多酶及含镁的叶绿素的正常运作也都离不开配合物机理。常用的癌症治疗药物顺铂，即cis-[PtCl2(NH3)2]，可以抑制癌细胞的DNA复制过程，含有平面正方形的配合物构型。乙二胺四乙酸、柠檬酸钠、2,3-二巯基丁二酸等解毒剂可用于重金属解毒的机理，常常是它们可与重金属离子配合，使其转化为毒性很小的配位化合物，从而达到解毒的目的。

## 命名法
| 配体 | 作配体时的名称            |
| ---- | ------------------------- |
| CO   | 羰基                      |
| OH−  | 羟(基)                    |
| F−   | 氟                        |
| PH3  | 膦                        |
| NO2− | 硝基 (-N-) 亚硝酸根 (-O-) |
| N2   | 双氮                      |
| H2   | 双氢                      |
| H−   | 氢                        |

在命名配位化合物时，一般遵循中文IUPAC命名法，命名规律有：
- 离子配合物以盐的形式处理。命名配位单元时，配体在前，不同配体之间以圆点分隔，且最后一个配体与中心原子名称间要加“合”字。配体的名称列在右表，其顺序主要遵循“先无机后有机”与“先阴离子后中性分子”两条。配体前要加上配体个数，必要时加圆括号将配体名称括起来，以避免歧义。中心原子需在其后标注氧化数，以带圆括号的罗马数字表示。正离子的配合物称氯化物、硝酸盐、硫酸盐等，阴离子的配合物则称某酸钾/钠或某酸。

- 桥联配体前要加注μ；ηn则表示配体有n个原子与中心原子键结（n 即為配體的哈普托數）。对于可能产生键合异构的配合物，需在配体后注明配位原子。

上述只是一些简单的规则，更多的规则请参考：
- 中国化学会：《无机化学命名原则》(1980)，科学出版社，北京，1982。
- 《英汉化学化工词汇》，科学出版社 (1980)。
- IUPAC, "Nomenclature of Inorganic Chemistry", 2nd Ed., Butterworth, "Coordination Compounds", 39-85 (1970).

以下是一些例子：
| 配合物               | 命名                         |
| -------------------- | ---------------------------- |
| [NiCl4]2−            | 四氯合镍酸(II)根离子         |
| [Cu(NH3)Cl5]3−       | 五氯·一氨合铜酸(II)根离子    |
| [Cd(en)2(CN)2]       | 二氰·二(乙二胺)合镉(II)      |
| [Co(NH3)5Cl]SO4      | 硫酸一氯·五氨合钴(III)       |
| Fe2Cl6(氯化铁二聚体) | 四氯二-μ-氯合二铁(III)       |
| (NH4)3[Cr(NCS)6]     | 六(硫氰酸根)-N-合铬酸(III)铵 |

## 引用
1. ↑  Lawrance, Geoffrey A. . Wiley. 2009-12-29. ISBN 978-0-470-51930-1. doi:10.1002/9780470687123 （英语）.
2. ↑  International Union of Pure and Applied Chemistry (IUPAC), The IUPAC Compendium of Chemical Terminology，4-th ed. (The Gold Book) (1997)。在線校正版: (2006–) "complex"。doi:10.1351/goldbook.C01203

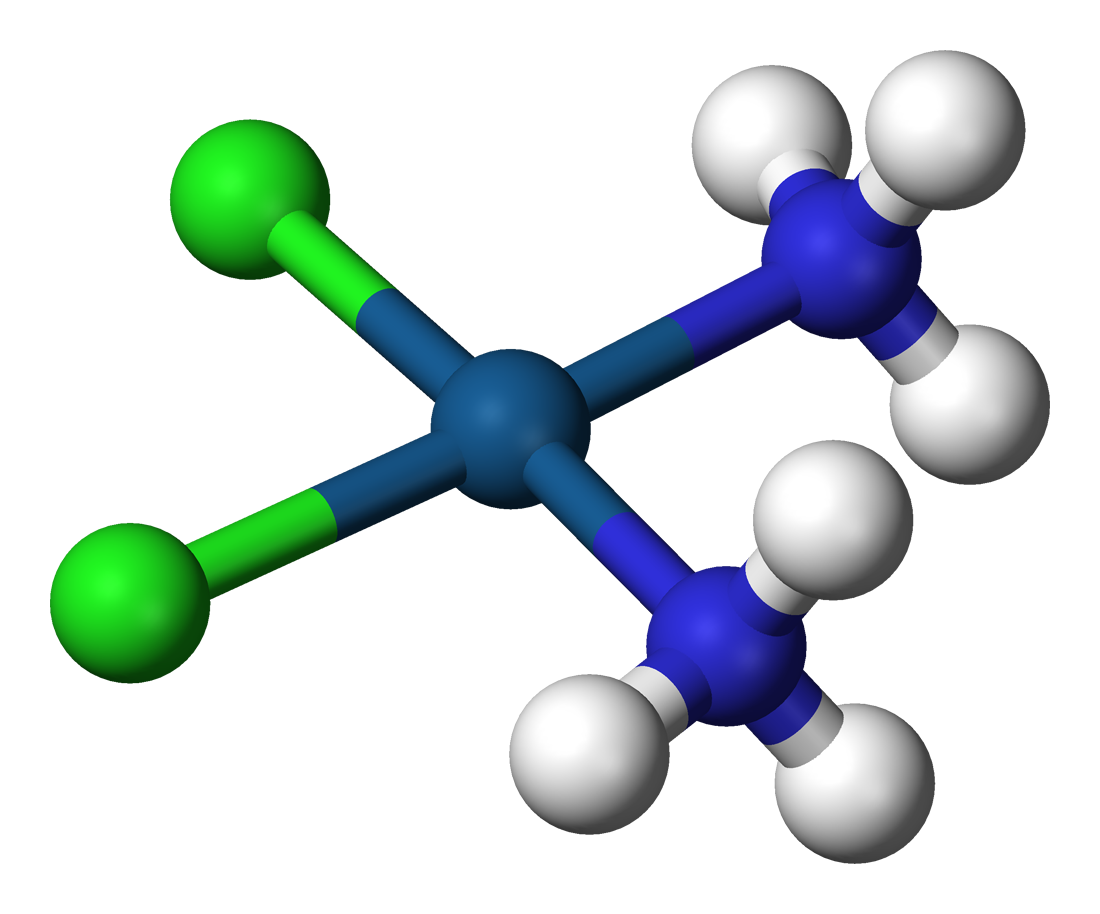
顺铂, PtCl_{2}(NH_{3})_{2}
一个铂原子有4个配体

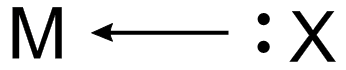
传统的配位化合物

3. ↑  International Union of Pure and Applied Chemistry (IUPAC), The IUPAC Compendium of Chemical Terminology，4-th ed. (The Gold Book) (1997)。在線校正版: (2006–) "coordination entity"。doi:10.1351/goldbook.C01330
4. ↑  . Chemistry Page.   [2023-06-20]. （原始内容存档于2023-06-20）.
5. ↑  Greenwood, Norman N.; Earnshaw, Alan (1997). Chemistry of the Elements (2nd ed.). Butterworth-Heinemann. ISBN 978-0-08-037941-8.
6. 1 2 3  戴安邦等。《配位化学》，《无机化学丛书》第十二卷。北京：科学出版社，1987年10月。
7. ↑  Hermann, Andreas; Lein, Matthias; Schwerdtfeger, Peter. . Angewandte Chemie International Edition. 2007, 46 (14). ISSN 1521-3773. doi:10.1002/anie.200604148.
8. ↑  Essmann, R. . Journal of Molecular Structure. 1995, 356: 201–6. Bibcode:1995JMoSt.356..201E. doi:10.1016/0022-2860(95)08957-W.
9. ↑  Hart, M. . St. Helens, Merseyside [England]: British Society of Scientific Glassblowers. 1992. ISBN 0-9518216-0-1.
10. ↑  Mond, Ludwig; Langer, Carl; Quincke, Friedrich. . Journal of the Chemical Society, Transactions. 1890-01-01, 57: 749-753. ISSN 0368-1645. doi:10.1039/CT8905700749 （英语）.
11. ↑  中国化学会：《无机化学命名原则》(1980)，科学出版社，北京，1982。
12. ↑  《英汉化学化工词汇》，科学出版社 (1980)。
13. ↑  IUPAC, "Nomenclature of Inorganic Chemistry", 2nd Ed., Butterworth, "Coordination Compounds", 39-85 (1970).”。